# برهان واني
 برهان مظفر واني هو شاب كشميري كان قائدًا عسكريًا في حزب المجاهدين، وهو حزب انفصالي نشط في كشمير، واكتسب شعبية من خلال وجوده على وسائل التواصل الاجتماعي، حيث كان مرتبطًا ومتفاعلًا مع الشباب الكشميري. قُتل على أيدي قوات الأمن الهندية في 8 يوليو 2016، مما أثار احتجاجات في جميع أنحاء كشمير. والتي أسفرت عن مقتل أكثر من 96 شخصًا، وإصابة أكثر من 15000 مدني و4000 من أفراد الأمن. والتي وُصفت الاضطرابات بأنها الأسوأ في المنطقة منذ عام 2010، وفُرض حظر التجول في كشمير لمدة 53 يومًا متتاليًا حتى تم رفعه تمامًا في 31 أغسطس 2016.